# SpaceX CRS-29
Chronologie
SpaceX CRS-28 SpaceX CRS-30

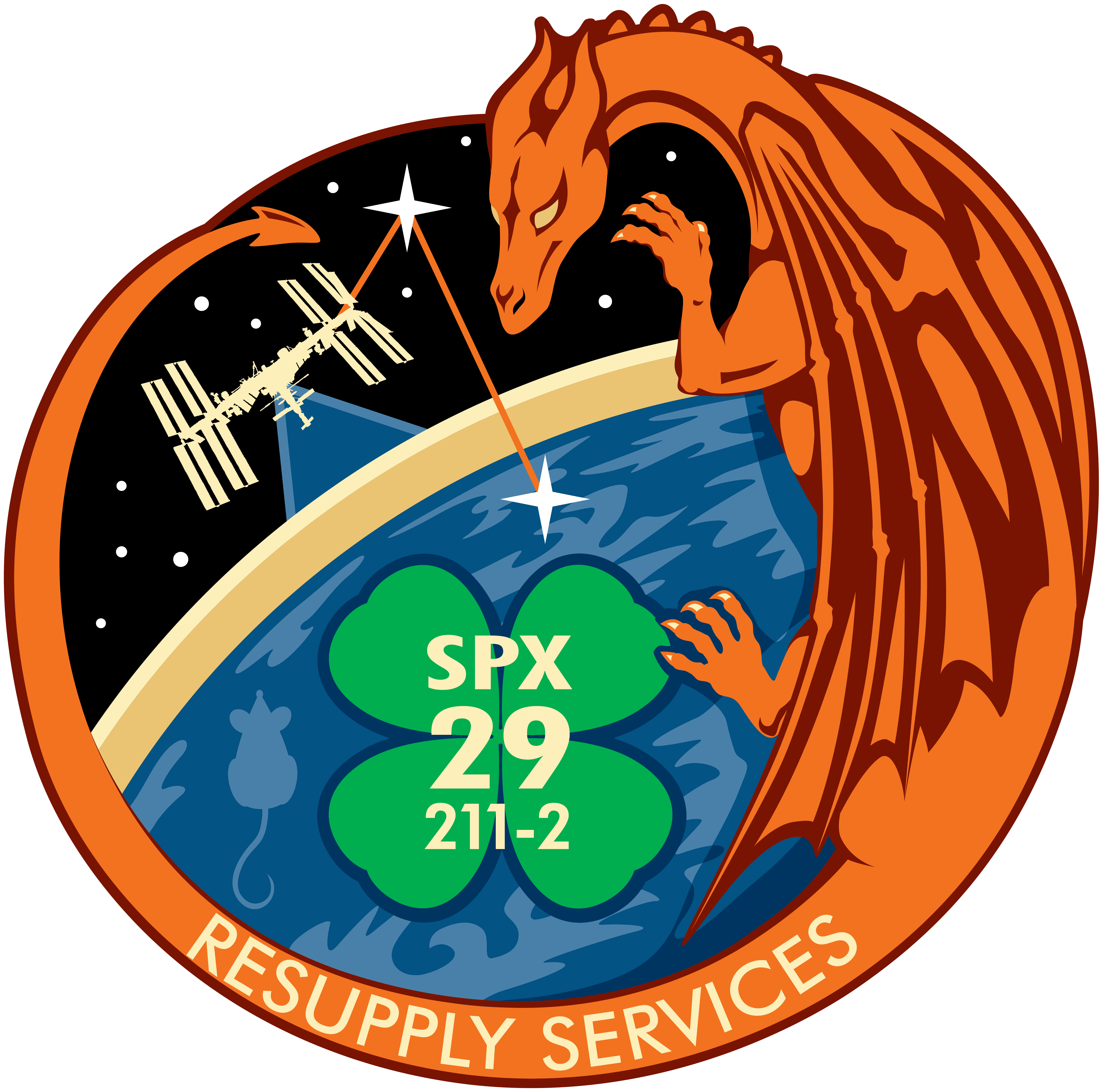
Écusson de la mission CRS-29.

La mission SpaceX CRS-29 est la 29e mission du Commercial Resupply Services, de SpaceX, vers la Station spatiale internationale, lancée le 11 novembre 2023 à 1 h 28 UTC (Temps universel coordonné) depuis le pas de tir 39A. Cette mission est dirigée conjointement par SpaceX et la NASA. Elle est la neuvième mission du cargo Crew Dragon et la seconde du cargo C211.

## Fret
Le cargo emporte avec lui un total de 1 964 kg de fret pressurisé, dont :
- 681 kg de fourniture pour l'équipage ;
- 1 012 kg d'équipements scientifiques ;
- 48 kg d'équipements pour les sorties extra-véhiculaires ;
- 491 kg de pièces détachées ;
- 46 kg de pièces pour ordinateurs.

## CubeSats
La mission emporte 2 CubeSats devant être déployés depuis le module Kibo :
| Nom         | Pays  | Organisation(s)                               | Description                     |
| ----------- | ----- | --------------------------------------------- | ------------------------------- |
| BEAK        | Japon | Université de Tokyo et JAXA                   | Projet éducatif de l'université |
| Clark sat-1 | Japon | Clark Memorial International High School (ja) | Projet éducatif de l'université |

## Galerie

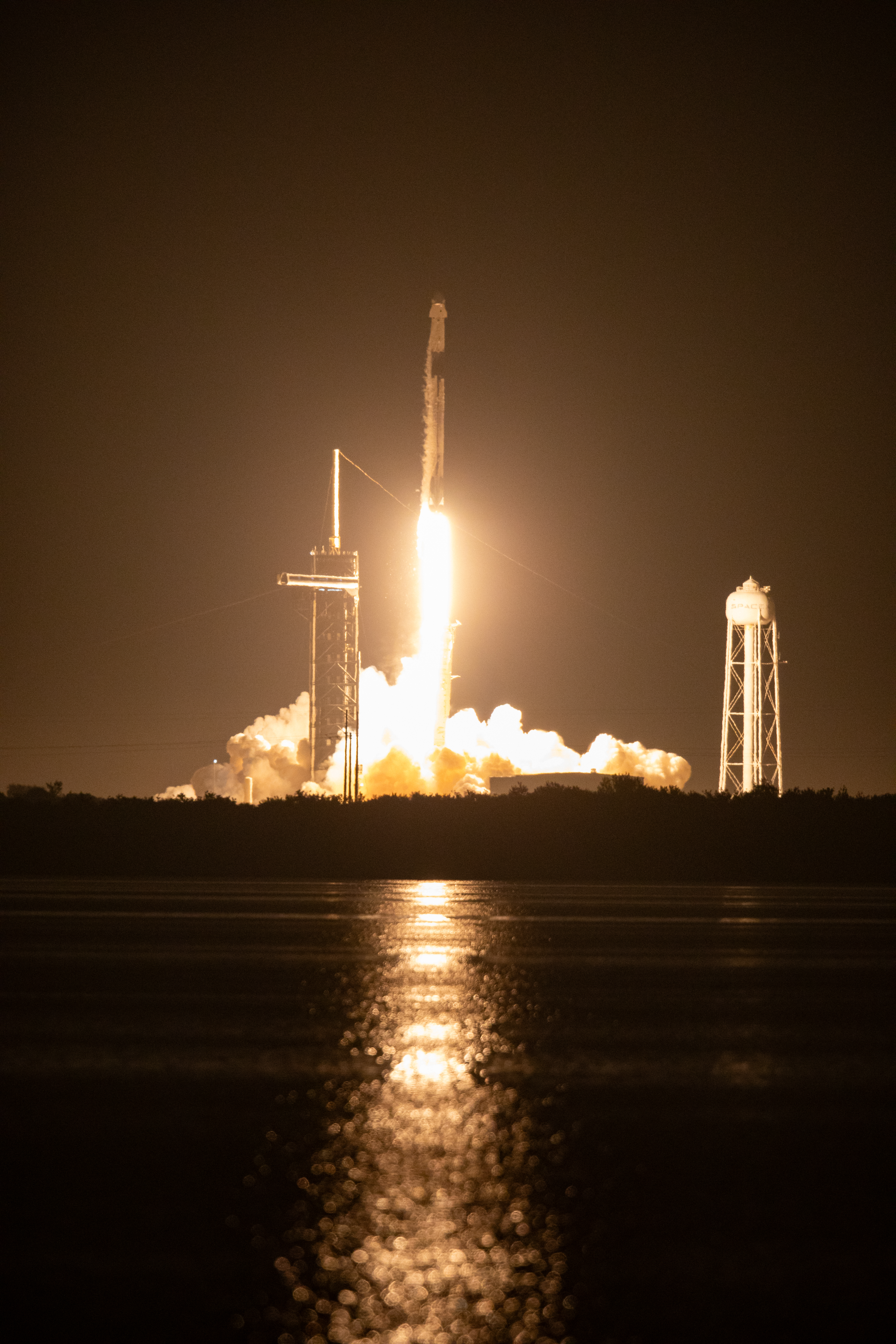
Décollage de la mission le 10 novembre 2023.
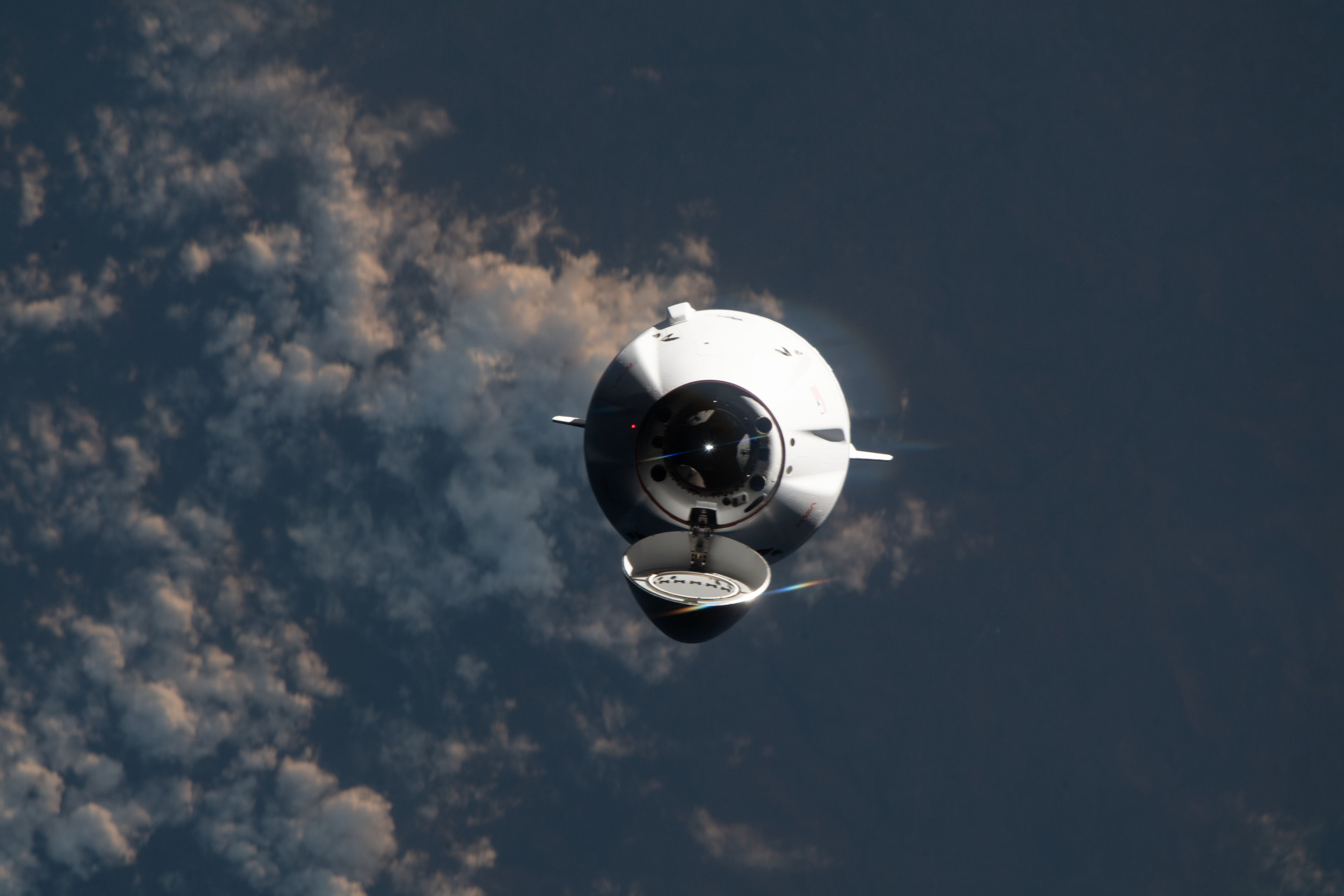
La capsule Cargo Dragon C211 approchant de l'ISS.